# Niloofar Ardalan
Niloofar Ardalan (Teerã, 29 de maio de 1985), também conhecida como Niloofar Ardallani, é uma treinadora iraniana e ex-jogadora de futebol e de futsal, que jogou na seleção iraniana de futebol feminino e na seleção iraniana de futsal feminino e foi capitã em ambas as equipes. Ela jogou pelo time Rah Ahan Football Club, bem como pelos times de Futsal Clubs de Tejarat Khane Bandar Abbas, Persépolis e pela Universidade Islâmica Azad de Teerã.
Niloofar Ardalan perdeu o Campeonato AFC Feminino de Futsal de 2015 devido à oposição de seu marido para viajar. Isso se tornou um tema polêmico pela mídia. Com vários acompanhamentos e finalmente com autorização do procurador-geral iraniano, Ardalan conseguiu viajar com a seleção nacional para o Campeonato Mundial Feminino de Futsal de 2015, na Guatemala.

## Vida pessoal
Niloofar Ardalan é filha de Esmail Ardalan, ex-goleiro do Ekbatan Football Club (Teerã). Ela nasceu em Teerã, capital do Irã, mora nesta cidade e tem uma irmã. Seu marido, Mehdi Toutounchi, era apresentador de um programa de entretenimento esportivo (Lezatefootball - O Prazer do Futebol) no IRIB Varzesh (canal nacional de TV esportiva). Depois de ser proibida pelo marido de deixar o país para participar da Copa Asiática de Futsal Feminino da AFC 2015, na Malásia, ela pediu o divórcio, que lhe foi concedido. Niloofar foi à Justiça, e o juiz permitiu que ela fosse ao Torneio Mundial, realizado na Guatemala. Em 2015, ela foi listada como uma das 100 mulheres mais inspiradoras do mundo pela BBC. Niloofar Ardalan tem um filho chamado Radan.

## Carreira no clube

### Persépolis Teerã FSC
Desde a infância, Ardalan teve um interesse especial por Persépolis e, finalmente, conseguiu realizar seu sonho de infância no início de 2010.

## Carreira internacional
Participou de dois torneios do Campeonato Mundial Feminino de Futsal, com a seleção feminina iraniana de futsal. No Torneio Mundial de Futsal Feminino de 2012, a seleção iraniana alcançou o sétimo lugar, e no Campeonato Mundial de Futsal de 2013, na Espanha, a seleção iraniana ficou em quinto lugar no mundo.

## Gols internacionais
| Não. | Data                 | Local                                                        | Adversário             | Pontuação | Resultado | Concorrência                  |
| ---- | -------------------- | ------------------------------------------------------------ | ---------------------- | --------- | --------- | ----------------------------- |
| 1.   | 6 de outubro de 2011 | Estádio Zayed Sports City, Abu Dhabi, Emirados Árabes Unidos | Emirados Árabes Unidos | 2-1       | 4–1       | Campeonato Feminino WAFF 2011 |

## Carreira gerencial

### Treinamento de futsal
O início brilhante e bem sucedido como treinadora de futebol trouxe várias ofertas a Niloofar Ardalan para continuar o seu trabalho na área como treinadora. No final das contas, ela decidiu seguir carreira na equipe feminina de futsal de Saipa e deu oficialmente um passo em sua primeira experiência como treinadora principal, que foi um sucesso notável e a levou a conquistar o título de vice-campeã em seu primeiro ano de presença na Seleção Feminina do Irã. Futsal Premier League como técnica principal.
Depois de passar meia temporada de sucesso em Saipa, a Federação Iraniana de Futebol fez uma oferta para que ela trabalhasse simultaneamente como treinadora principal da seleção iraniana de futsal feminino sub-20. ‌Niloofar Ardalan acolheu esta oportunidade e sua primeira taça foi conquistada como técnica principal da seleção iraniana de futsal feminino sub-20 no Torneio de Futsal Feminino da Ásia Central.

### Atividades acadêmicas e detecção de talentos esportivos
Após o final da temporada 2019-2020, Niloofar Ardalan decidiu deixar Saipa e as condições da pandemia do Coronavírus fizeram com que os acampamentos da seleção nacional fossem fechados. Este acontecimento levou Niloofar, considerada a fundadora da primeira academia permanente de futebol feminino do Irã, a investir a maior parte das suas atividades na área da academia e a procurar descobrir novos talentos.
No entanto, Niloofar Ardalan recebeu uma oferta para continuar a sua carreira de treinadora no estrangeiro e iniciou negociações com os dirigentes da equipa kuwaitiana Al-Arabi. Mas esta transferência não aconteceu devido às condições causadas pela pandemia do COVID-19 e ela não pôde seguir seu trabalho como técnica do Legionário.

### Eventos polêmicos
Após a ocorrência de eventos polêmicos para Niloofar Ardalan ao deixar o país com a seleção feminina iraniana de futsal e a recusa de seu marido em permitir que ela deixasse o país, muitos meios de comunicação nacionais e estrangeiros se concentraram dramaticamente nesta questão e a examinaram. Entretanto, os órgãos e as agências competentes atuaram com o acompanhamento da Federação de Futebol para que Niloofar pudesse acompanhar a selecção nacional nos próximos torneios. Ainda em 2017, foi feito o filme "Cold Sweat", dirigido e escrito por Soheil Beiraghi, baseado na história e nos acontecimentos ocorridos com Niloofar Ardalan, que também foi exibido no 36º Fajr Film Festival. Baran Kowsari, que desempenhou um papel semelhante ao de Niloofar Ardalan, poderia ganhar o diploma honorário de melhor atriz do festival.

### A história se repete após 6 anos
Depois do que aconteceu com Niloofar Ardalan em sua viagem para a Copa Asiática de Seleções na Malásia, no início de 2021, Samira Zargari, técnica da seleção iraniana de esqui alpino, percebeu que foi proibida pelo marido de deixar o Irã para participar do Campeonato Mundial na Itália. Esse evento fez com que a questão da proibição de saída de Niloofar Ardalan fosse levantada novamente na mídia depois de seis anos e chegasse ao foco da atenção da imprensa. Ao mesmo tempo, Niloofar também apoiou Zargari no assunto e publicou mensagens na sua página pessoal apontando as fragilidades jurídicas relativas aos direitos das mulheres.

## Atividades de mídia
Fora do futebol, Niloofar Ardalan também desenvolveu algumas atividades na área de mídia. Ela participou como especialista e árbitra no primeiro episódio do Ms. Reporter Show, que foi hospedado pelo site Tamasha e apoiado pelo site Varzesh3.

## Honras

### Jogador

#### Clube
- Campeã da Premier League de Futsal Feminino do Irã com o Bandar Abbas Tejarat Khane Futsal Club;
- Campeã da Premier League de Futsal Feminino do Irã com a Universidade Islâmica Azad de Teerã FSC;
- Terceiro lugar nas competições de futebol feminino dos países islâmicos com o Rah Ahan Tehran FC.

#### Nacional
- Vice-campeã no Campeonato Feminino WAFF de 2007 (organizado por Jordan)
- Vice-campeã no Campeonato Asiático de Futsal Feminino de 2012 (organizado pela Coreia do Sul)

### Treinamento

#### Clube
- Vencendo a Premier League iraniana de futsal feminino de 2021 com Peykan Teerã;[21]
- Vencendo a Superliga Iraniana de Futsal Feminino de 2022 com Peykan Teerã.[22]

#### Nacional
- Conquistando o Campeonato Cafa de Futsal Feminino com a Seleção Iraniana de Futsal Feminino Sub-20.[23]